# 피터 쉬켈

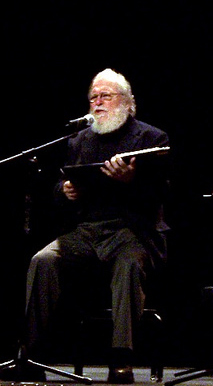
2010년 모습

피터 쉬켈(Peter Schickele, /ˈʃˈkəli/, 1935년 7월 17일 ~ 2024년 1월 16일)은 미국의 작곡가, 음악 교육자 및 패러디스트였으며, 자신의 음악을 담은 코미디 앨범으로 가장 잘 알려져 있으며, 이 앨범은 가상의 P. D. Q. 바흐가 작곡한 것으로 발표했다. 또한 "쉬켈 믹스"(Schickele Mix)라는 장기 주간 라디오 프로그램을 진행했다.
1990년부터 1993년까지 쉬켈의 P.D.Q. 바흐 녹음으로 그는 그래미상 최우수 코미디 앨범상을 4년 연속 수상했다.